# Amaryllis macrophthalmus
Amaryllis macrophthalmus är en kräftdjursart som beskrevs av William Aitcheson Haswell 1880. Amaryllis macrophthalmus ingår i släktet Amaryllis och familjen Lysianassidae. Inga underarter finns listade i Catalogue of Life.